# David Parfitt
Pour les articles homonymes, voir Parfitt.
David Parfitt (né à Sunderland, en Angleterre) est un producteur de cinéma britannique. 

## Biographie
David Parfitt a remporté  l'Oscar du meilleur film en 1998 pour le film Shakespeare in Love.
Il a aussi remporté l'Honorary Doctorate of Arts de l'Université de Sunderland en 1999.